# Drie kleine visjes

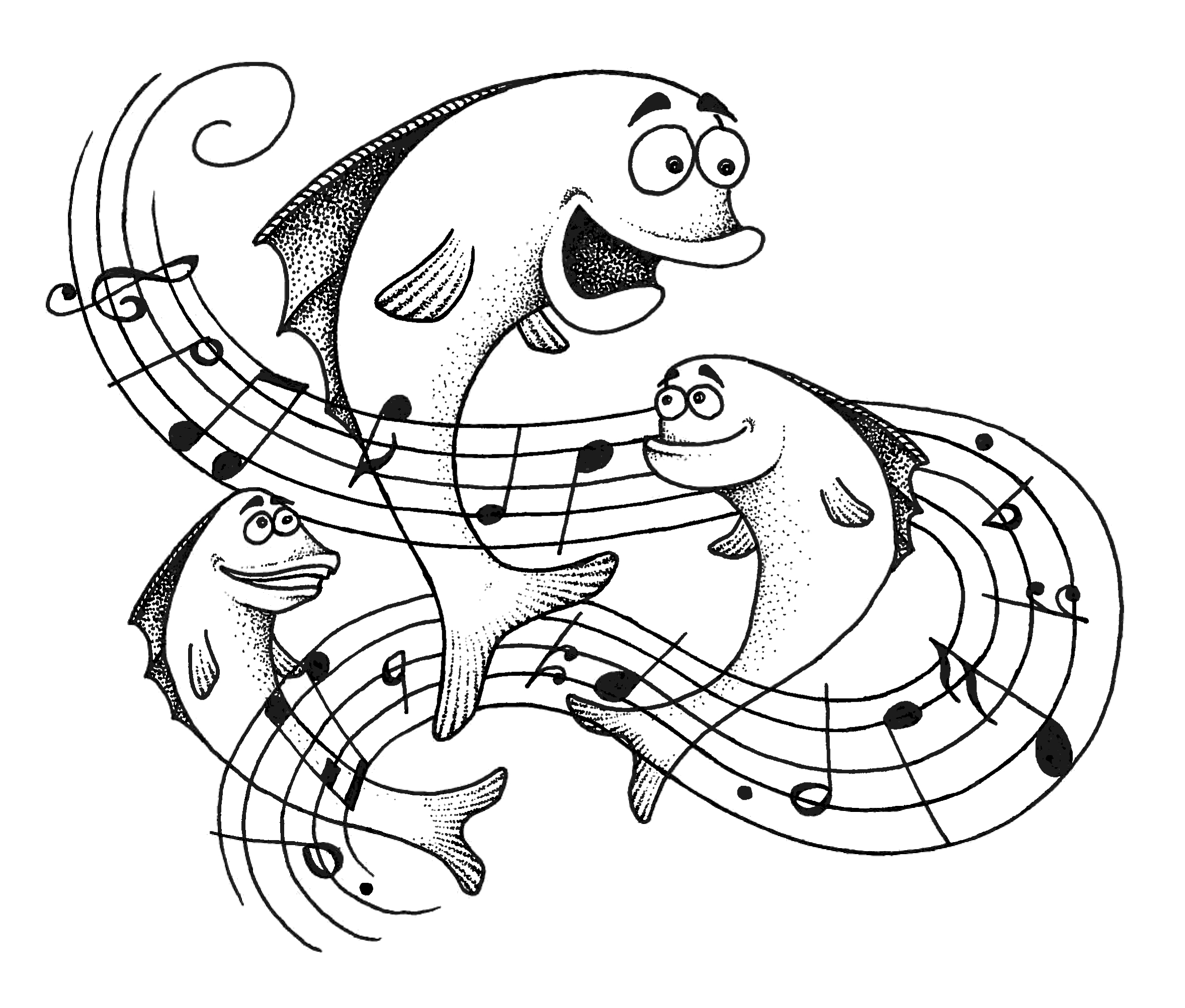
Drie kleine visjes

Drie kleine visjes (engels: Three little fishes) is een Amerikaans kinderliedje uit 1939 van de componist Saxie Dowell. Het wordt gespeeld in de akkoorden C-Am-F-G. 
De tekst is grotendeels een herhaling en vertelt het verhaal van een aantal jonge visjes (in sommige versies van het lied zijn dit er maar drie, in andere versies tien), die bij hun moeder uit de sloot weggaan omdat ze graag de zee willen gaan verkennen. De moeder zelf gaat niet mee, vanwege de haaien die in zee rondzwemmen (en waardoor de kleine visjes vermoedelijk een voor een worden doodgebeten, waardoor er in elk couplet een jong visje minder is). 
In het onderwijs wordt het liedje soms gebruikt om af te tellen waarbij begonnen wordt met tien visjes. Het helpt kinderen van de jongste groepen spelenderwijze om achteruit te leren tellen. Dit kan eventueel ondersteund worden door tien voorwerpen neer te leggen en de kinderen na elk couplet een object weg te laten halen.